# Mamre

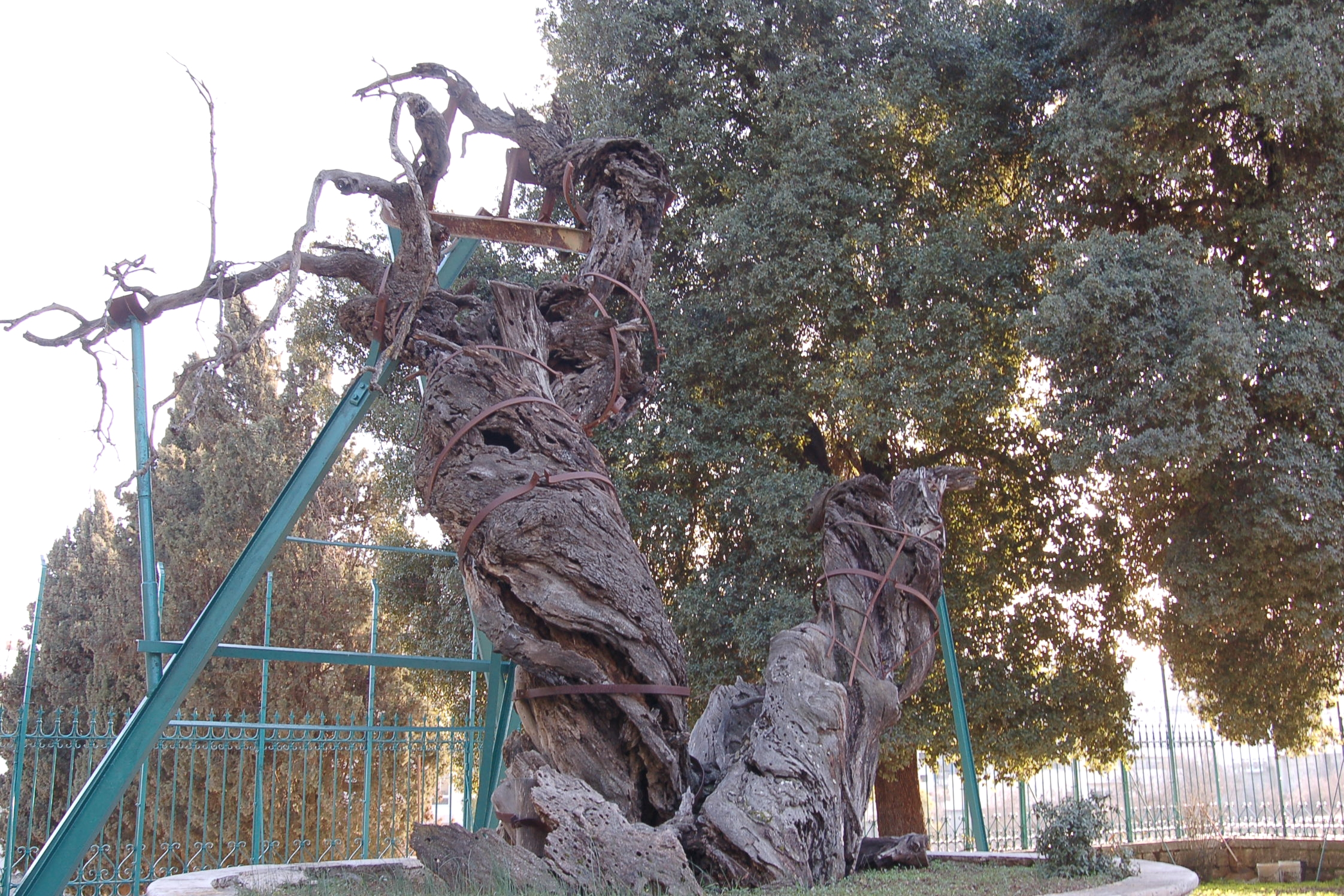
Die „Eiche Abrahams“ auf dem Gelände des russisch-orthodoxen Heilig-Geist-Klosters in Hebron

Der Hain Mamre ist nach der Bibel (Gen 13,18; 23,17 ) ein Wohnort Abrahams, des Stammvaters des Volkes Israel. Der Hain besteht aus Bäumen (hebr. אֵלון), die in Bibelübersetzungen meist als Terebinthen oder Steineichen bezeichnet werden. Der Ort befindet sich bei Hebron im Westjordanland. Als sein Besitzer wird Mamre genannt, der ein Amoriter war (Gen 14,13 ).

## Name
Die Etymologie des hebräischen Ortsnamens ממרא mamre’ ist unsicher. Möglich ist eine Ableitung von der Wurzel  מרא m-r-’ »mästen«. Von diesem Ortsnamen ist ein „künstlicher Personenname“ eines Verbündeten Abrahams abgeleitet. In den Texten von Qumran wird der Ortsname etwas anders geschrieben: ממרה. Die griechische Form (Septuaginta, Onomastikon der biblischen Ortsnamen) lautet Μαμβρη Mambre, die lateinische (Vulgata) ebenfalls Mambre.

## Biblische Grundlagen

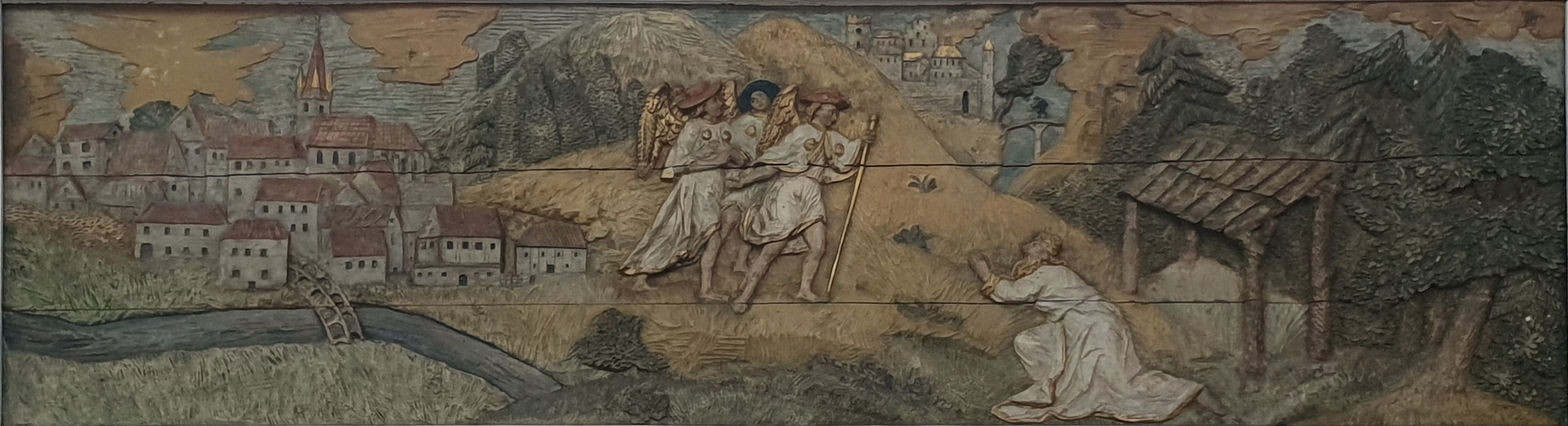
Abraham begrüßt die drei Engel im Hain Mamre (Inselkirche Norderney)

Die biblische Erzählung schildert Abraham hier noch als Nomaden, der in Kanaan als Fremder sein Zelt an verschiedenen Orten aufschlägt. Der Hain war dann wohl einer seiner ersten festen Wohnsitze in dem Land, das Gott ihm verheißen hatte (Gen 12 ).
Der Ort ist als Schauplatz einer eigentümlichen Begegnung zwischen Abraham und Gott bekannt geworden (Gen 18,1–15 ). Gott erscheint hier in Gestalt von drei „Männern“, denen Abraham Gastfreundschaft gewährt. Seine Frau Sarah lauscht im Zelt den Gesprächen und wird Zeugin, dass ihr Ehemann von den Gästen die Zusage eines Nachkommen erhält. Darüber lacht sie, denn sie ist bisher kinderlos und mit 90 Jahren schon lange nicht mehr gebärfähig. Darauf fragt Gott durch die Stimme eines der Besucher: „Sollte JHWH etwas unmöglich sein?“ – und bekräftigt, dass sie in einem Jahr einen Sohn haben werde. Sarah, die sich ertappt fühlt, fürchtet sich.
Dieser Episode folgt die Geschichte vom Untergang Sodoms und Gomorras, für deren Verschonung Abraham zuvor argumentiert und mit seinem Gott streitet und an Gottes universelle Gerechtigkeit appelliert (Gen 18 ). Doch nur sein Neffe Lot und seine Familie entkommen dem Gericht, das die Männer, die Abraham im Hain Mamre besucht haben, auf Gottes Geheiß vollstrecken.
Danach verlässt Abraham den Hain und zieht weiter in andere Gegenden. Erst nach dem Tod Sarahs erwirbt er ein Stück Ackerland für ihr Begräbnis: Machpela „gegenüber“ von Mamre, das also ebenfalls bei Hebron lokalisiert wird (Gen 23,19 ). Danach beginnt die Geschichte Isaaks, der sich in Abrahams alter Heimat eine Frau sucht und seinen Vater schließlich in einer mit dem Acker Machpela erworbenen Grabhöhle nahe dem Hain Mamre beisetzt (Gen 25,9f ).
Der Hain Mamre steht damit zusammen mit der Höhle Machpela für die große Land- und Volkverheißung an Abraham, die im Judentum, Christentum und Islam außerordentliche Bedeutung hat.

## Interpretation
Zunächst fällt auf, dass die Reaktion Lots (Gen 19) auf den Besuch der zwei Engel sehr ähnlich ist wie die Reaktion Abrahams auf den Besuch der drei Männer (Gen 18).
| Gen 18                                                                           | Gen 19                                                                           |
| Abraham sitzt (ישֵׁב) am Eingang seines Zelts (V. 1)                               | Lot sitzt (ישֵׁב) im Eingangsbereich zu Sodom (V. 1)                               |
| Er schaut (וַיַּרְא) und läuft ihnen entgegen (לִקְרָאתָם) (V. 2)                        | Er schaut (וַיַּרְא) und läuft ihnen entgegen (לִקְרָאתָם) (V. 1)                        |
| Er verneigt sich zur Erde hin (וַיִּשְׁתַּחוּ אָרְצָה) (V. 2)                               | Er verneigt sich zur Erde hin (וַיִּשְׁתַּחוּ אָרְצָה) (V. 1)                               |
| Seine Selbstbezeichnung gegenüber den Besuchern ist „euer Diener“ (עַבְדְּכֶם) (V. 3) | Seine Selbstbezeichnung gegenüber den Besuchern ist „euer Diener“ (עַבְדְּכֶם) (V. 2) |
| Er bietet ihnen eine Fußwaschung an (וְרַחֲצוּ רַגְלֵיכֶם) (V. 4)                        | Er bietet ihnen eine Fußwaschung an (וְרַחֲצוּ רַגְלֵיכֶם) (V. 2)                        |

Die Schlüsselelemente der Sodom-Episode haben wiederum strukturelle Ähnlichkeiten zur Mamre-Episode (Gen 18,1–15):
| Gen 18 | Gen 19 |
| göttlicher Besuch und menschliche Gastfreundschaft (V. 1–8)                                                       | göttlicher Besuch und menschliche Gastfreundschaft (V. 1–3) bzw. das Ausbleiben derselben (V. 4–11)                                                         |
| göttliche Ankündigung (eines zukünftigen Sohnes für Sarah) (V. 9–10)                                              | göttliche Ankündigung (der Zerstörung der Stadt) (V. 12–13)                                                                                                 |
| menschlicher Zweifel an der göttlichen Ankündigung (ausgedrückt durch Sarahs Lachen וַתִּצְחַק, V. 11–15)              | menschlicher Zweifel an der göttlichen Ankündigung (ausgedrückt dadurch, dass die Schwiegersöhne Lots die Ankündigung als Scherz einschätzen כִמְצַחֵק, V. 14). |
| die Erfüllung der Ankündigung, die allerdings nicht in der Szene enthalten ist, sondern in Gen 21 nachgeholt wird | die Erfüllung der Ankündigung (V. 15–28) |

Die Sodom-Episode kann also auch als eine Antwort auf die Frage verstanden werden, die in der Mamre-Episode in V. 14 aufgeworfen wurde: Sollte Gott eine Sache zu schwer bzw. unmöglich sein? Die Antwort der Sodom-Episode ist dann: Nein; wenn Gott die Städte zerstören kann, dann wird er auch die wunderhafte Geburt ermöglichen.

## Ortstraditionen
Nach Ausgrabungen in Chirbet Nimra, 1 km nördlich von Hebron, die ein Gebäude aus dem 6./5. Jahrhundert v. Chr. nachweisen, wird von Wissenschaftlern hier die älteste Ortstradition vermutet.
Davon unabhängig existiert eine Ortstradition in Ramet el-Chalil, 3,5 km nördlich des heutigen Hebron, die bis zur römischen und byzantinischen Zeit reicht. Ramet el-Chalil war ein Verkehrsknoten im Judäischen Bergland.
Im russisch-orthodoxen Heilig-Geist-Kloster in Chirbet Sibte, zwei Kilometer nordwestlich von Hebron, existiert ein Baumrelikt, das in christlicher Tradition als „Eiche Abrahams“ oder „Eiche Mamres“ bezeichnet wird. Der Baum soll 5000 Jahre alt sein. Die ältesten historischen Belege für diese Stätte reichen jedoch nur bis in das 19. Jahrhundert zurück.